# Riserva indiana dei Zuñi
La riserva indiana dei Zuñi o Pueblo dei Zuñi (in inglese: Zuni Indian Reservation o Pueblo of Zuni) è una riserva indiana. È la terra natale dei nativi americani della tribù dei Zuñi.

## Posizione
Si trova nella valle del fiume Zuñi, principalmente tra le contee di McKinley e Cibola nel Nuovo Messico occidentale, circa 240 km ad ovest di Albuquerque. Ci sono anche diverse sezioni non contigue più piccole nella contea di Apache, Arizona, a nord-ovest della città di St. Johns. La parte principale della riserva confina con lo stato dell'Arizona ad ovest e la riserva indiana dei Ramah Navajo ad est. La principale riserva è anche circondata dalle Painted Cliffs, dai Monti Zuñi e dal Cibola National Forest. La superficie totale della riserva è di 723,343 sq mi (1,873,45 km²).
La tribù dei Zuñi possiede terre anche nella contea di Catron, Nuovo Messico, e nella contea di Apache, Arizona, che non confina con la riserva principale.

## Popolazione
La popolazione segnalata era di 7.891 abitanti al censimento del 2010. Quasi tutta la popolazione della riserva vive nel quartier generale della comunità a Zuni Pueblo, situata vicino al centro della riserva, o nella vicina Black Rock, ad est.

## Storia e caratteristiche principali
Nella riserva principale si trovano le rovine di Hawikuh. L'antico pueblo Zuñi di Hawikuh era la più grande delle sette città di Cibola. Fu fondato nel XIII secolo e abbandonato nel 1680. Fu anche il primo pueblo visitato dagli esploratori spagnoli. L'esploratore africano Estebanico fu il primo non nativo a raggiungere quest'area.
La città più grande della riserva è Zuni Pueblo, che è la sede del governo tribale. Anche le città di Black Rock e Pescado si trovano nella riserva. C'è un ramo dell'Università del Nuovo Messico situato a Zuni.

## Governo tribale
La tribù dei Zuñi è governata da un governatore eletto, governatore del tenente e da un tribunale di sei membri, con elezioni che si svolgono ogni quattro anni. Il governatore è il capo amministrativo del consiglio tribale, che è l'organo decisionale finale sulla riserva. Il consiglio controlla finanze, decisioni commerciali, tasse e contratti.